# Comté de Valencia
Pour les articles homonymes, voir Valencia.
Le comté de Valencia est l’un des 33 comtés de l’État du Nouveau-Mexique, aux États-Unis. Fondé le 9 janvier 1852, il reprend le nom d’une ville du même nom établie par l’explorateur espagnol Francisco de Valencia. Il était beaucoup plus étendu jusqu'en 1981, année où le comté de Cibola a été fondé. En effet, celui-ci a été formé à partir de 80 %  du territoire du comté de Valencia.
Le comté de Valencia accorde tous les quatre ans une majorité de scrutin au candidat élu président des États-Unis, et ce depuis 1952.
Son siège est Los Lunas.

## Comtés adjacents
- Comté de Bernalillo, Nouveau-Mexique (nord)
- Comté de Torrance, Nouveau-Mexique (est)
- Comté de Socorro, Nouveau-Mexique (sud)
- Comté de Cibola, Nouveau-Mexique (ouest)